# Đường Hải Phòng, Thượng Hải
Đường Hải Phòng (tiếng Trung: 海防路; Hán-Việt: Hải Phòng Lộ; bính âm: Hǎifáng lù) là một con đường chạy theo hướng từ Đông sang Tây, nằm phía Bắc quận Tĩnh An, Thượng Hải, Trung Quốc. Nó bắt đầu từ đường Dư Diêu (余姚路) ở phía Tây và kết thúc tại đường Tây Tô Châu (西苏州路) ở phía Đông. Đường được xây dựng năm 1914 và có chiều dài 1.039 m. Con đường được Hội đồng Khu Tô giới Thượng Hải đặt tên theo thành phố cảng tại Việt Nam.  Đây là con đường duy nhất mang tên một thành phố nước ngoài còn tồn tại ở Thượng Hải.

## Miêu tả
Dọc theo đường có một số khu dân cư, như "khu Hải Phòng" (海防里), và gần khu Xoa Đại Giác (叉袋角) từng có một số xí nghiệp nhà máy. Dọc theo độ dài hơn 1.000 m, đường Hải Phòng có độ rộng từ 6,0 đến 18 m, lòng đường rộng 3,5 đến 10 m. Dọc lộ tuyến, đường bắt đầu từ đại lộ Thường Đức, trực tiếp khởi điểm là Dư Diêu, tiếp giáp vuông góc với các tuyến Tây Đường (西唐路), phố Nhân Hòa (人和街), Thiểm Tây Bắc (陝西北), Giang Ninh (江宁路), Xương Hóa (昌化路) cho tới Tây Tô Châu, đường ven sông Tô Châu – một con sông đi qua trung tâm thành phố.
Do nằm trong học khu của Trường Tĩnh giáo Viện (静教院), một trong những cơ sở giáo dục tốt nhất thành phố, từ năm 2014 giá cả nhà cửa tại khu vực này đã tăng vọt, với giá lên đến 80.000 – 100.000 Nhân dân tệ mỗi mét vuông mặc dù nhà cửa đã cũ kỹ và không có điểm đặc biệt nào khác.

## Lịch sử
Đầu thế kỷ thứ 20, các thương gia Tây phương đang quản lý khu vực tô giới Thượng Hải. Năm 1907, chính quyền đã bỏ tiền ra mua đất canh tác giá rẻ để thành lập nhiều đường phố, trong đó có đường sau này trở thành đường Hải Phòng. Họ đặt tên các đường phố chủ yếu theo các tên tuổi nước ngoài. Trong các tên đường đó có một số địa danh Việt Nam, như đường Hải Phòng, đường Sài Gòn, đường Huế, đường An Nam, đường Tourane, và đường Tonquin. Đường Hải Phòng được xây dựng xong trong năm 1914.
Trong thập niên 1920, khu vực giao nhau giữa đường Ferry (ngày nay là đường Tây Khang), đường Singapore (ngày nay là đường Dư Diêu), và đường Hải Phòng là khu vực sầm uất, với nhiều công trình xây dựng. Nhiều nhà ở, cửa hàng, và nhà máy mọc lên tại khu này. Trung đoàn 4, Tiểu đoàn 2 Thủy quân Lục chiến Hoa Kỳ có một doanh trại tại số 372 đường Hải Phòng, vốn là dinh thự được xây dựng cho một gia đình người Hoa giàu có. Trong Chiến tranh Trung – Nhật, vào tháng 12 năm 1942, lực lượng Hiến binh Nhật đã bắt hơn 300 người có quốc tịch các nước Đồng Minh đang sống tại Thượng Hải và giam cầm họ tại đây – một số người trong đó bị tra tấn mà chết. Ngày nay, khu vực này là một sân chơi trường học.
Sau chiến tranh, khi quân đội Quốc dân Đảng rồi Giải phóng quân Nhân dân Trung Quốc lần lượt kiểm soát Thượng Hải, hầu hết các địa danh cũ có tên nước ngoài đã bị đổi tên vì bị cho là có sắc thái thực dân và bôi nhọ niềm tự trọng quốc gia. Những đường đi hướng Bắc – Nam được đặt tên lại theo tỉnh Trung Quốc, còn các đường đi hướng Đông – Tây được đặt tên lại theo các thành phố (những tên đường đặt theo địa danh Trung Quốc có từ trước là ngoại lệ). Tuy nhiên, tên Hải Phòng và An Nam vẫn được giữ nguyên.
Trong thời cải cách kinh tế trong thập niên 1970 – 1980, nhiều nhà máy đã bị phá sản hay biến đổi thành thứ khác, và dần dần rời khỏi khu vực, để lại những cơ sở rộng lớn nhưng đổ nát.